# Ulrik Augustin von Kardorff
Ulrik Augustin von Kardorff (1748 – 1816) var en dansk officer, bror til Augustin von Kardorff.
Kardoff var søn af oberstløjtnant i kavaleriet Hans Vilhelm von Kardoff (1712-1757 i Præstø) til Pannekow m.fl. godser i Mecklenburg og Ida Margrethe Charlotte f. von Kardorff (1719–tidligst 1773). Han begyndte sin militære løbebane som sekondløjtnant 1766, blev premierløjtnant 1772, karakteriseret kaptajn 1784, major 1790, oberstløjtnant 1803, karakteriseret oberst 1808 og afgik fra hæren 1810.
Han udviste under juleaftensfejden 1771, da den opløste Fodgarde gjorde mytteri, en så respektstridig optræden mod sin foresatte, Københavns kommandant Henrik Gude, at han idømtes fæstningsarrest i ét på Frederikssten, men blev løsladt og forfremmet en uge efter kuppet mod Johann Friedrich Struensee. Ifølge Charlotte Dorothea Biehl, hvis kilde er Georg Ludwig von Köller-Banner, skulle sagen mod von Kardoff have medvirket afgørende til Köller-Banners beslutning om kuppet mod Struensee 17. januar 1772.